# Аш-Шагран, Бадран
Бадран Мохаммед аш-Шагран (араб. بدران الشقران‎; англ. Badran Mohammad Al-Shaqran; род. 19 января 1974, Эр-Рамта, Иордания) — иорданский футболист и футбольный тренер, нападающий. Выступал за сборную Иордании.

## Клубная карьера
Бадран аш-Шагран начал заниматься футболом в родном городе в клубе «Эр-Рамта». В 1995 году он вместе с двумя товарищами по олимпийской сборной Иордании Аднаном аш-Шебатом и Анбаром Мазином перешёл в челнинский «КАМАЗ-Чаллы». Аш-Шагран задержался в России на три года и за это время сыграл за «КАМАЗ» 24 матча в чемпионате страны и 3 матча в Кубке Интертото.
После возвращения в Иорданию, аш-Шагран снова стал выступать за «Эр-Рамту», но ещё несколько раз ненадолго уезжал за границу — на рубеже 1990-х и 2000-х он играл за тунисский «Сфаксьен» и катарскую «Аль-Вакру», в сезоне 2005/06 — за чемпиона Бахрейна «Аль-Мухаррак», а в сезоне 2008/09 — за сирийскую «Аль-Ватбу». Аш-Шагран стал пока единственным иорданским игроком, выступавшим за клубы трёх разных континентов — Азии, Европы и Африки. Последний год своей карьеры он провёл в другом клубе из своего родного города — «Иттихаде».

## Международная карьера
В первой половине 1990-х Бадран аш-Шагран вызывался в олимпийскую сборную Иордании. В 1997 году он сыграл первый матч за главную сборную страны. В составе сборной аш-Шагран принимал участие в финальных турнирах Арабских игр, Кубка арабских наций и чемпионата Западной Азии. В 1999 году он стал чемпионом и лучшим бомбардиром Пан-Арабских игр с 8 голами.
В 2004 году он стал четвертьфиналистом Кубка Азии, сыграв на том турнире два матча из четырёх.
Всего Бадран аш-Шагран сыграл за сборную 70 матчей и забил 21 гол, в некоторых матчах выходил на поле с капитанской повязкой. ФИФА включает аш-Шаграна в число трёх самых известных футболистов сборной Иордании в истории. 21 гол, забитый аш-Шаграном за сборную, был национальным рекордом до 2012 года, когда его побил Хассан Абдель-Фаттах.
13 июля 2011 года был сыгран товарищеский матч между сборными Иордании и Саудовской Аравии, который стал прощальным матчем Бадрана аш-Шаграна. Сам аш-Шагран сыграл в этом матче первые пять минут.